# Catachlorops fonsecai
Catachlorops fonsecai är en tvåvingeart som beskrevs av Barretto 1946. Catachlorops fonsecai ingår i släktet Catachlorops och familjen bromsar. Inga underarter finns listade i Catalogue of Life.